# Thomas Spägele
Thomas Spägele (* 23. Dezember 1965 in Friedrichshafen) ist seit dem 1. September 2008 Rektor der Hochschule Ravensburg-Weingarten in Oberschwaben.

## Schulischer Weg
Nach dem Abitur 1985 am Graf-Zeppelin-Gymnasium in Friedrichshafen, wo er auch mit dem Mathematikpreis ausgezeichnet wurde, absolvierte er von 1986 bis 1992 ein Diplomstudium in Maschinenwesen an der Universität Stuttgart mit den Vertiefungen Technische Mechanik und Angewandte Informatik.
Von 1992 bis 1996 war er Wissenschaftlicher Mitarbeiter am Institut für Angewandte und Experimentelle Mechanik an der Fakultät Verfahrenstechnik und Technische Kybernetik der Universität Stuttgart. Dort erfolgte 1996 die Promotion zum Doktor der Ingenieurwissenschaften.

## Berufsweg
In den Jahren 1996 bis 2000 war er Berechnungsingenieur bei der MTU Friedrichshafen und dort zuständig für Systemsimulation und Mechatronik. Im Jahre 2000 erfolgte die Rückkehr in den akademischen Lehrbetrieb mit der Berufung als Professor an die Duale Hochschule Baden-Württemberg Ravensburg. Dort war er von 2000 bis 2004 Leiter des Studiengangs Fahrzeug-System-Engineering. Von 2004 bis 2008 war er Leiter der Dualen Hochschule BW zuständig für den Campusbereich Friedrichshafen. Ab 2006 bis 2008 Stellvertretender Direktor der Dualen Hochschule BW Ravensburg.
Lehrgebiete: Simulationstechnik, Verbrennungsmotoren, Maschinendynamik.
Seit 2008 ist Thomas Spägele Rektor der Hochschule Ravensburg-Weingarten, 2013 wurde er in die 2. Amtszeit gewählt. Am 19. Mai 2022 wurde er vom Hochschulrat einstimmig und vom Senat mit 2/3 der Stimmen gewählt. Er stand als einziger Kandidat zur Wahl.

## Weitere Tätigkeiten
- Mitglied und Schatzmeister CDU Württemberg-Hohenzollern[2]
- Stellvertretender Vorstand im Verwaltungsrat Seezeit Studentenwerk Bodensee
- Mitglied im Vorstand der Zeppelin Jugendstiftung

## Schriften
- Modellierung, Simulation und Optimierung menschlicher Bewegungen, Stuttgart: Inst. A für Mechanik, 1998